# ديبورا بيرد
ديبورا بيرد (بالإنجليزية: Deborah Byrd)‏ هي مقدمة برامج إذاعية وعالمة فلك أمريكية، ولدت في 1 مارس 1951.